# Ячковиці
Ячковиці (пол. Jaczkowice) — село в Польщі, у гміні Олава Олавського повіту Нижньосілезького воєводства.
Населення — 525 осіб (2011).
У 1975-1998 роках село належало до Вроцлавського воєводства.

## Демографія
Демографічна структура станом на 31 березня 2011 року:
|          | Загалом | Допрацездатний вік | Працездатний вік | Постпрацездатний вік |
| -------- | ------- | ------------------ | ---------------- | -------------------- |
| Чоловіки | 249     | 62                 | 173              | 14                   |
| Жінки    | 276     | 62                 | 166              | 48                   |
| Разом    | 525     | 124                | 339              | 62                   |